# Pyrrhalta erosa
Pyrrhalta erosa es una especie de insecto coleóptero de la familia Chrysomelidae.
Fue descrita científicamente en 1841 por Hope.